# Chyromyidae
Chyromyidae (лат.) — семейство короткоусых двукрылых из надсемейства Sphaeroceroidea.

## Описание
Желтоватые или беловатые мухи длиной тела до 4 мм. Прижизненная окраска глаз зелёная или пурпурная. Третий членик усиков обычно округлый. Ариста двучлениковая или трёхчлениковая. Крылья прозрачные в микротрихиях. Передний край костальной жилки всегда в щетинках. Брюшко у самок состоит из семи видимых сегментов, а 8-10 сегменты образуют постабдомен.

## Биология
Предпочитают сухие местообитания. В осенний период могут залетать в помещения и пещеры. Личинки не описаны, но по месту выведения куколок, являются сапрофагами и развиваются в дуплах деревьев, трухлявой древесине, навозе, гуано летучих мышей, в гнездах птиц и ногах зверей. Мухи питаются на цветках растений из семейств сложноцветные, вьюнковые, молочайные, зонтичные и тамарисковые.

## Классификация
В семействе по разным оценкам от 139 до 177 видов в 4-9 родах. Группируются в два подсемейства. Ранее выделявшееся подсемейство Nannodastiinae сейчас рассматривается в ранге самостоятельного семейства Nannodastiidae.
- Подсемейство Chyromyinae Hendel, 1916
  - Notiochyromya Ebejer, 2009
  - Oroschyromya Ebejer, 2009
  - Chyromya Robineau-Desvoidy, 1839
  - Somatiosoma Frey, 1958
  - Gymnochiromyia Hendel, 1933
- Подсемейство Aphaniosominae Ebejer, 2009
  - Aphaniosoma Becker, 1903
  - Paraphaniosoma Ebejer, 2009
  - Krifomyia Ebejer, 2009
  - Tethysimyia Ebejer, 2009

## Палеонтология
Ископаемые представители встречаются в отложениях эоцен-олигоценового возраста.

## Распространение
Представители семейства встречаются во всех зоогеографических регионах кроме Антарктиды, наибольшее видовое разнообразие в Голарктике.